# 지산재
지산재(芝山齋)는 광주광역시 남구에 있는 조선시대의 건축물이다. 1979년 8월 3일 광주광역시의 유형문화재 제10호로 지정되었다.

## 개요
고운(孤雲) 최치원(崔致遠,857~?)의 신주를 모신 지산사(芝山祠)의 강당이다.
1737년(영조13)에 영당(影堂)을 세워 영정(影幀)을 모시다가 1846년(헌종12)에 지산사를 세웠다. 1886년 대원군의 서원철폐 때 헐려 없어졌던 것을 1922년에 다시 세웠다.
처음에는 최치원을 중심으로 최운한(崔雲漢,1444년~1499), 최형한(崔亨漢,1446~1504), 정오도(鄭吾道,1641~1732)네 분을 모셨으나, 고쳐 세우면서 최치원만을 모시게 되었다. 경내에는 강당인 지산재와 내외삼문ㆍ영당이 있는데, 그 중 지산재가 문화재로 지정되어 있다. 지산재는 정면 4칸, 측면 1칸의 팔작지붕 건물로서 중앙 3칸은 마룻바닥이고 양퇴칸은 방을 놓아 일반 민가같은 인상을 준다. 편액(扁額) 글씨는 고당(顧堂) 김규태(金奎泰)가 썼으며, 건물 왼쪽 빈터에 1985년에 세운 유허비(遺墟碑)가 있다.

## 참고 자료
- 지산재 - 국가유산청 국가유산포털